# Jamal Murray
Jamal Murray (Kitchener, 23 februari 1997) is een Canadees basketballer.

## Carrière

### Debuut bij de Nuggets en eerste playoffs
Murruy speelde collegebasketbal voor de Kentucky Wildcats van 2015 tot 2016 voordat hij zich in 2016 kandidaat stelde voor de NBA draft. Hij werd als zevende gekozen in de eerste ronde door de Denver Nuggets. In zijn eerste seizoen werd hij verkozen tot MVP in de Rising Stars Challenge en op het einde van het seizoen werd hij gekozen in het NBA All-Rookie Second Team. Vanaf het seizoen 2017/18 is Murray basisspeler bij de Denver Nuggets. Hij verlengde voor het seizoen 2019/20 en tekende een vijfjarig contract voor 170 miljoen. Op het einde van het seizoen kon Murray zich met Denver kwalificeren voor de NBA Playoffs. Na winst tegen de Utah Jazz en de Los Angeles Clippers kon Murray zich met de Nuggets kwalificeren voor de finale van de Western Conference. In beide confrontaties kon Denver alsnog de winst binnenhalen na een 3-1 achterstand, meteen de eerste keer in de geschiedenis van de NBA dat eenzelfde team tweemaal in een zelfde seizoen een 3-1 achterstand kon goedmaken. In de finale verloor Denver met 4-1 cijfers van de Los Angeles Lakers. 

### 2020-2022: lang blessureleed
Op 19 februari 2021 scoorde Murray 50 punten tijdens een overwinning tegen de Cleveland Cavaliers. Murray werd zo de eerste speler in de NBA-geschiedenis die 50 punten kon scoren in een wedstrijd zonder een vrije-werp poging hiervoor nodig te hebben. Op 12 april 2021 liep Murray een blessure op aan de voorste kruisband. Murray miste zo niet enkel het einde van het seizoen 2020/21, maar moest ook het ganse seizoen 2021/22 aan zich laten voorbijgaan.

### 2022-2023: rentree en NBA-kampioen
Op 19 oktober 2022 maakte Murray na 18 maanden blessureleed zijn rentree in de NBA, waar hij meteen terug als basisspeler werd uitgespeeld. Tijdens een wedstrijd tegen de San Antonio Spurs op 10 maart 2023 maakte Murray zijn 805e driepunter in zijn loopbaan. Hiermee deed hij beter dan Will Barton en werd hij zo de beste driepuntschutter in de geschiedenis van de Nuggets. Dat seizoen 2022/23 groeide hij samen met sterspeler Nikola Jokić uit tot koningskoppel in het team van de Nuggets. Denver sloot voor het eerst in hun bestaan het reguliere seizoen af als leider in de Western Conference. In de eerste ronde van playoffs was Denver met 4-1 te sterk voor de Minnesota Timberwolves waarna in de halve finale van de Western Conference met 4-2 werd gewonnen van de Phoenix Suns. Mede dankzij sterke prestaties van Murray wonnen de Denver Nuggets in de finale van de Western Conference met duidelijke 4-0 cijfers van de Los Angeles Lakers.
In de eerste wedstrijd van de NBA finale scoorden Murray en Jokić beiden meer dan 25 punten en deelden ze beiden ook meer dan 10 assists uit. Enkel het duo Magic Johnson en James Worthy in de finale van 1987 konden dit eerder realiseren tijdens een NBA finale. Murray en Jokić waren in de 3e wedstrijd van de finale beiden goed voor een triple double met meer dan 30 punten, meteen het eerste duo ploegmaats in de geschiedenis van de NBA dat dit presteerde. Denver won de finale in 5 wedstrijden en behaalde zo de eerste NBA-titel in zijn geschiedenis. Murray was in deze finale goed voor een gemiddelde van 21,4 punten, 6,2 rebounds en 10 assists per wedstrijd. In de geschiedenis van de NBA-finale scoorden enkel Magic Johnson, Michael Jordan en LeBron James ooit meer dan gemiddeld 20 punten en 10 assists.

### 2023-2025: Olympisch debuut
Murray kon zijn sterke individuele prestaties ook in het seizoen 2023/24 verder bevestigen en behaalde met Denver opnieuw de playoffs. Denver verloor in de tweede ronde van de Minnesota Timberwolves. In de zomer van 2024 nam Murray met het Canada deel aan het Olympisch basketbaltoernooi in Parijs. Canada was de beste in groep A maar botste in de kwartfinale op een sterker Frankrijk. Op 7 september 2024 tekende Murray een vernieuwd contract bij de Denver Nuggets. Tijdens een wedstrijd tegen de Portland Trail Blazers op 12 februari 2025 scoorde Murray 55 punten, de hoogste score voor een Canadese speler in de NBA-geschiedenis.

## Erelijst
- NBA-kampioen: 2023
- NBA All-Rookie Second Team: 2017

## Statistieken
| Legenda | Legenda                | Legenda | Legenda                 | Legenda | Legenda               |
| ------- | ---------------------- | ------- | ----------------------- | ------- | --------------------- |
| WG      | Wedstrijden gespeeld   | WS      | Wedstrijden als starter | MPW     | Minuten per wedstrijd |
| FG%     | Fieldgoal-percentage   | 3P%     | Drie-punterpercentage   | VW%     | Vrije-worppercentage  |
| RPW     | Rebounds per wedstrijd | APW     | Assists per wedstrijd   | SPW     | Steals per wedstrijd  |
| BPW     | Blocks per wedstrijd   | PPW     | Punten per wedstrijd    | Vet     | Hoogste in carrière   |

### Regulier seizoen
| Seizoen  | Team           | WG                             | WS                             | MPW                            | FG%                            | 3P%                            | FW%                            | RPW                            | APW                            | SPW                            | BPW                            | PPW                            |
| -------- | -------------- | ------------------------------ | ------------------------------ | ------------------------------ | ------------------------------ | ------------------------------ | ------------------------------ | ------------------------------ | ------------------------------ | ------------------------------ | ------------------------------ | ------------------------------ |
| 2016/17  | Denver Nuggets | 82                             | 10                             | 21,5                           | 40,4                           | 33,4                           | 88,3                           | 2,6                            | 2,1                            | 0,6                            | 0,3                            | 9,9                            |
| 2017/18  | Denver Nuggets | 81                             | 80                             | 31,7                           | 45,1                           | 37,8                           | 90,5                           | 3,7                            | 3,4                            | 1,0                            | 0,3                            | 16,7                           |
| 2018/19  | Denver Nuggets | 75                             | 74                             | 32,6                           | 43,7                           | 36,7                           | 84,8                           | 4,2                            | 4,8                            | 0,9                            | 0,4                            | 18,2                           |
| 2019/20  | Denver Nuggets | 59                             | 59                             | 32,3                           | 45,6                           | 34,6                           | 88,1                           | 4,0                            | 4,8                            | 1,1                            | 0,3                            | 18,5                           |
| 2020/21  | Denver Nuggets | 48                             | 48                             | 35,5                           | 47,7                           | 40,8                           | 86,9                           | 4,0                            | 4,8                            | 1,3                            | 0,3                            | 21,2                           |
| 2021/22  | Denver Nuggets | Speelde niet door een blessure | Speelde niet door een blessure | Speelde niet door een blessure | Speelde niet door een blessure | Speelde niet door een blessure | Speelde niet door een blessure | Speelde niet door een blessure | Speelde niet door een blessure | Speelde niet door een blessure | Speelde niet door een blessure | Speelde niet door een blessure |
| 2022/23  | Denver Nuggets | 64                             | 64                             | 32,9                           | 45,3                           | 39,8                           | 83,2                           | 4,0                            | 6,2                            | 1,0                            | 0,2                            | 20,0                           |
| 2023/24  | Denver Nuggets | 59                             | 59                             | 31,5                           | 48,1                           | 42,5                           | 85,3                           | 4,1                            | 6,5                            | 1,0                            | 0,7                            | 21,2                           |
| 2024/25  | Denver Nuggets | 67                             | 67                             | 36,1                           | 47,4                           | 39,3                           | 88,6                           | 3,9                            | 6,0                            | 1,4                            | 0,5                            | 21,4                           |
| Carrière | Carrière       | 536                            | 461                            | 31,3                           | 45,2                           | 38,1                           | 87,0                           | 3,8                            | 4,7                            | 1,0                            | 0,4                            | 18,0                           |

### Play-offs
| Seizoen  | Team           | WG                             | WS                             | MPW                            | FG%                            | 3P%                            | FW%                            | RPW                            | APW                            | SPW                            | BPW                            | PPW                            |
| -------- | -------------- | ------------------------------ | ------------------------------ | ------------------------------ | ------------------------------ | ------------------------------ | ------------------------------ | ------------------------------ | ------------------------------ | ------------------------------ | ------------------------------ | ------------------------------ |
| 2018/19  | Denver Nuggets | 14                             | 14                             | 36,3                           | 42,5                           | 33,7                           | 90,3                           | 4,4                            | 4,7                            | 1,0                            | 0,1                            | 21,3                           |
| 2019/20  | Denver Nuggets | 19                             | 19                             | 39,6                           | 50,5                           | 45,3                           | 89,7                           | 4,8                            | 6,6                            | 0,9                            | 0,3                            | 26,5                           |
| 2021/22  | Denver Nuggets | Speelde niet door een blessure | Speelde niet door een blessure | Speelde niet door een blessure | Speelde niet door een blessure | Speelde niet door een blessure | Speelde niet door een blessure | Speelde niet door een blessure | Speelde niet door een blessure | Speelde niet door een blessure | Speelde niet door een blessure | Speelde niet door een blessure |
| 2022/23  | Denver Nuggets | 20                             | 20                             | 39,9                           | 47,3                           | 39,6                           | 92,6                           | 5,7                            | 7,1                            | 1,5                            | 0,3                            | 26,1                           |
| 2023/24  | Denver Nuggets | 12                             | 12                             | 38,5                           | 40,2                           | 31,5                           | 92,3                           | 4,3                            | 5,6                            | 0,8                            | 0,5                            | 20,6                           |
| 2024/25  | Denver Nuggets | 14                             | 14                             | 41,3                           | 44,4                           | 35,4                           | 87,5                           | 4,9                            | 5,2                            | 1,2                            | 0,8                            | 21,8                           |
| Carrière | Carrière       | 79                             | 79                             | 39,2                           | 45,7                           | 38,3                           | 90,4                           | 4,9                            | 6,0                            | 1,1                            | 0,4                            | 23,7                           |

0 Braun ·
1 Porter ·
5 Caldwell-Pope ·
6 Jordan ·
7 Jackson ·
8 Watson ·
10 White ·
11 Brown ·
13 Bryant ·
14 Smith ·
15 Jokić ·
21 Gillespie ·
22 Nnaji ·
27 Murray ·
31 Čančar ·
32 Green ·
50 Gordon ·
Coach Malone